# Fabián Bertero
Fabián Bertero ist ein argentinischer Komponist und Violinist.
Bertero war Violinschüler von Fernando Sala, José Carlos Carminio Castagno und Ljerko Spiller und Kompositionsschüler von Guillermo Graetzer, Virgilio Expósito und Lito Valle. Er spielte zunächst in verschiedenen Sinfonieorchestern wie dem Orquesta Sinfónica de Santa Fe und dem Orquestra Sinfónica de Entre Ríos.
Seit 1992 widmet sich Bertero ganz der Tangomusik. Er spielte zunächst Geige in den Orchestern von Osvaldo Piro und Leopoldo Federico. Als Solist trat er mit den Gruppen von Osvaldo Berlingieri, José Colángelo, Atilio Stampone und Julián Plaza auf, mit denen er Tourneen durch Japan, Spanien und Deutschland unternahm.
1995 gründete er die Gruppe Fabián Bertero y los Músicos de Buenos Aires, der die Musiker Horacio Cabarcos, Nicolás Ledesma, Horacio Romo, Diego Sánchez und Edgardo Acuña angehören. Mit der Gruppe nahm er die CD La revancha auf.
Als Solist und Arrangeur nahm er an Veranstaltungen wie dem 1. Festival de la Canción "Argentinísima" (1994), dem Spektakel Tango, una Historia (auf CD erschienen) und den Orchesterprogrammen La Noche con Amigos und Los Amigos del Tango (beide unter Leitung von Carlos Galván) teil. Mit dem Programm Esto es Tango (ebenfalls unter Leitung von Galván) reiste er durch Japan.
2001 wirkte er als Geiger und Arrangeur am Album Tangos de Amor des Sängers Oscar Pometti mit, das für den Latin Grammy nominiert wurde. In der Saison 2001–02 wirkte er als Soloviolinist an der Aufführung der musikalischen Komödie El Romance del Romeo y la Julieta von Julio Tahier mit. Er ist Mitglied des Orquesta del Tango de Buenos Aires (geleitet von Carlos García und Raúl Garello), des Quartetts von Osvaldo Montes und des Quintetts von Fernando Marzan, mit dessen Programmen Tango Emoción und Tango Seducción er 2004 u. a. in Helsinki, Stockholm, Paris und Vilnius auftrat. 2007 wurde er für den Premio Clarín Espectáculos nominiert.
In Kompositionen wie Vamos Viendo, uraufgeführt vom Orquesta Sinfónica de la Policía Federal Argentina, verbindet Bertero den Tango mit sinfonischer Musik.